# Eystein Eysteinsson
Eystein Eysteinsson (n. 800) fue un rey vikingo legendario de Romerike y Hedmark en la Noruega del siglo IX, sucedió a su hermano Sigtryg que murió en batalla contra Halfdan el Negro defendiendo su territorio. Para Halfdan consolidar el dominio del territorio no se limitaba a Raumarike, también a la mitad de Hedmark, el corazón del reino de Sigtryg y Eystein. Se le conoce por su mención en la saga Heimskringla de Snorri Sturluson, escaldo islandés del siglo XIII.